# Bílý Kostel nad Nisou

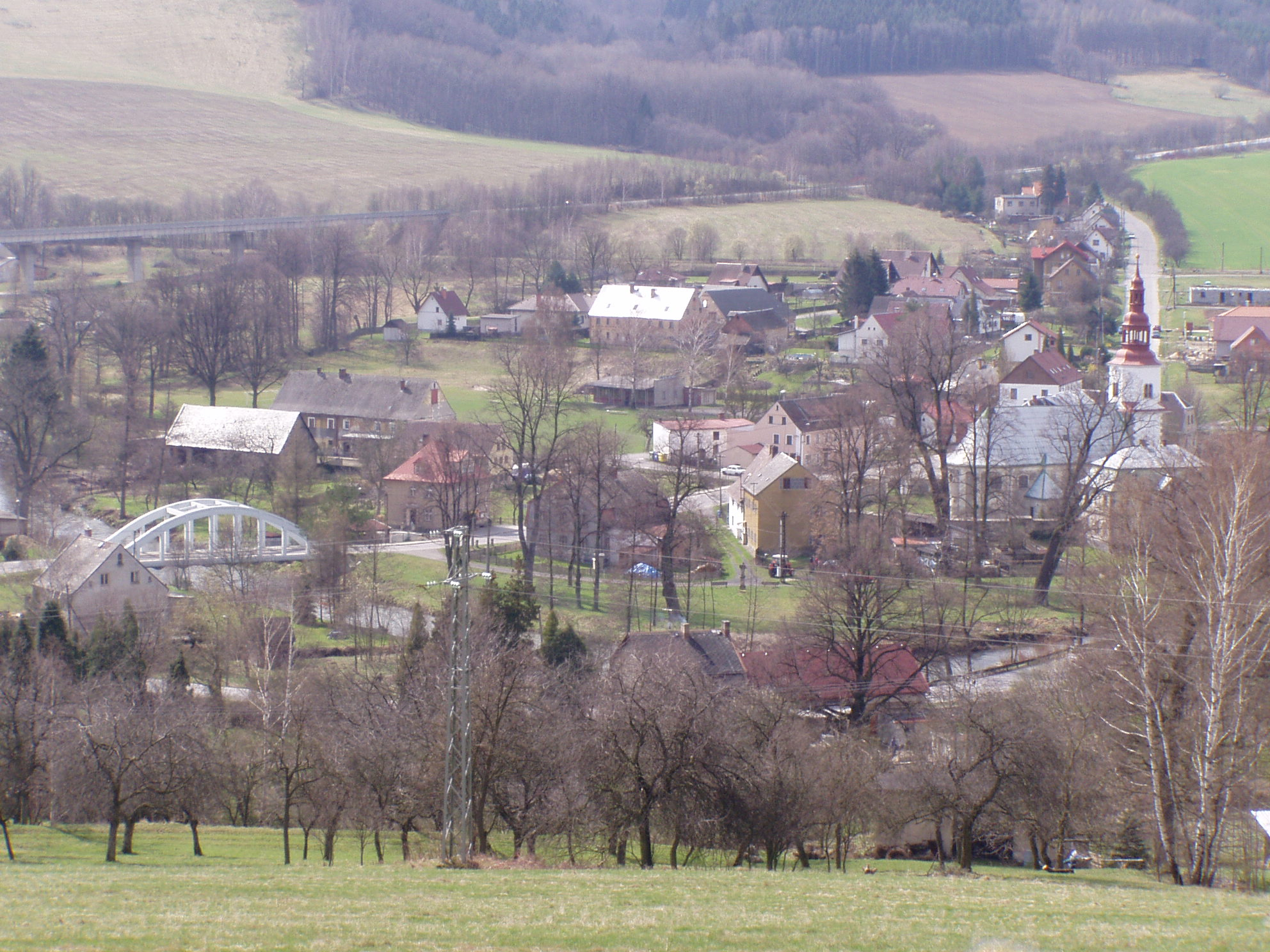
Weißkirchen

Bílý Kostel nad Nisou (deutsch Weißkirchen an der Neiße) ist eine Gemeinde in Tschechien. Sie liegt elf Kilometer nordwestlich des Stadtzentrums von Liberec und gehört zum Okres Liberec.

## Geographie
Bílý Kostel nad Nisou befindet sich nordwestlich des Jeschkengebirges im Tal der Lausitzer Neiße. Der südwestlich gelegene Pass Jitravské sedlo (Freudenhöhe, 319 m) bildet den Übergang vom Jeschkengebirge zum Lausitzer Gebirge. Östlich des Dorfes erhebt sich der Chrastavský Špičák (Spitzberg, 361 m), im Süden liegen die Dlouhá hora (Langer Berg, 748 m) und der Velký Vápenný (Großer Kalkberg, 790 m). Südwestlich liegen der Jítravský vrch (Schwammberg) mit der Ruine der Burg Roimund und dem Fellerkofel sowie der Vysoká (Trögelsberg, 545 m).
Durch das Dorf führt die Bahnstrecke Zittau–Liberec. Nördlich wird Bílý Kostel von der Staatsstraße 35 von Liberec nach Zittau durchfahren. Durch den südlichen Teil des Ortes verläuft die Staatsstraße 13 / E 442, die von Chrastava über den Jitravské sedlo nach Jablonné v Podještědí führt. Beide Straßen vereinigen sich westlich zwischen Bílý Kostel und Chrastava. Durch den Ort führt der Oder-Neiße-Radweg.
Nachbarorte sind Pekařka im Norden, Dolní Vítkov im Nordosten, Dolní Chrastava und Chrastava im Osten, Andělská Hora im Südosten, Panenská Hůrka im Süden, Na Rozkoši und Jítrava im Südwesten, Dolní Suchá im Westen sowie Chotyně und Grabštejn im Nordwesten.

## Geschichte
Es wird angenommen, dass die erste Besiedlung der von dichten Wäldern bestandenen Gegend im 8. und 9. Jahrhundert durch die slawischen Milzener erfolgte. Das heutige Dorf entstand im 13. Jahrhundert im Zuge der deutschen Kolonisation Böhmens unter den Přemysliden. Erstmals urkundlich erwähnt wurde der Ort 1352 als Alba Ecclesia. Von den Bewohnern wurde das zur Herrschaft Grafenstein gehörige Dorf nach seinem damaligen Besitzer Heinrich von Dohna, der 1347 auch die Wachtburg Roimund angelegt hatte, als Heinrichsdorf bezeichnet. Im Laufe der Geschichte finden sich für das immer nach Grafenstein untertänige Dorf noch die Ortsnamen Heinersdorf, Hennesdorf und Henrici Villa, später wurde es als Weysskirch und Weisskirchen bezeichnet. Die Bewohner lebten zunächst von der Landwirtschaft oder dem Handwerk. Ab dem 13. Jahrhundert erfolgte in Frauenberg der Bergbau auf Eisen-, Kupfer-, Silber- und Bleierz in den Bergen des Jeschkengebirges. Dieser erreichte um 1470 seine Blütezeit.
In den Jahren 1428 bis 1434 wurde Weißkirchen von den Hussiten heimgesucht. 1447 zerstörten die Truppen des Oberlausitzer Sechsstädtebundes die Burg Roimund. Zum Ende des 15. Jahrhunderts war die Ruine zu dem Schlupfwinkel einer Räuberbande geworden, die die Gegend unsicher machte. 1512 eroberte Nikolaus II. von Dohna den Räubersitz, ließ die Ruine schleifen und gab ihre Reste den Bewohnern von Weißkirchen als Baumaterial frei. Die Burggrafen von Dohna verkauften 1562 die Herrschaft an Georg Mehl von Strehlitz. Er förderte die Herrschaft und den Bergbau. Für den Umbau der Burg Grafenstein zu einem Renaissanceschloss legte er seinen Untertanen hohe Lasten auf, in deren Folge es 1566 zu einem Bauernaufstand kam. Mehl, der lediglich das niedere Bergregal besaß, eignete sich zur Finanzierung des Schlossbaus auch das dem Landesherrn zustehende Silber an. Nachdem dies offenkundig geworden war, erfolgten seine Verurteilung und der Zwangsverkauf der Herrschaft.
Im Dreißigjährigen Krieg verwüsteten und plünderten 1631 ungarische und kroatische Truppen unter Rudolf von Tiefenbach das Dorf. 1635 fielen kursächsische Truppen in Weißkirchen ein und 1639 folgten die kaiserlichen. Im darauffolgenden Jahr brach eine Pestepidemie aus, bei der die Hälfte der Einwohner starb. 1645 besetzten die Schweden das Dorf. Sie raubten die Kirche aus und zerstörten die Schmelzhütte. Als 1651 die Rekatholisierung einsetzte, entschieden sich die Mehrheit der Bewohner für die Beibehaltung des evangelischen Glaubens und gingen ins Exil. Wegen der von den Grafen Gallas auferlegten Lasten brach 1680 unter Führung des Weißkirchener Schmiedes Petrus Thiel ein Bauernaufstand aus. Nach dessen Niederschlagung konnte sich Thiel seiner Verhaftung durch Flucht entziehen.
1773 erfolgte ein Versuch zur Wiederaufnahme des Erzbergbaus, der erfolglos blieb. Stattdessen begann der Abbau von Kalkspat. Im zweiten Drittel des 19. Jahrhunderts setzte die Industrialisierung ein, 1836 entstand die erste Textilfabrik. Im Jahre 1842 entstand eine hölzerne Brücke über die Neiße, auf der ab 1848 Maut erhoben wurde. Nach der Aufhebung der Patrimonialherrschaften bildete Weisskirchen mit den Ortsteilen Bäckenhain, Freudenhöh und Frauenberg ab 1850 eine politische Gemeinde im Gerichtsbezirk Kratzau bzw. Bezirk Reichenberg. 1858 wurde der Ort durch ein Hochwasser der Neiße geschädigt. Im darauf folgenden Jahr begann der Bau der Zittau-Reichenberger Eisenbahn. Wegen der Feuergefahr durch Funkenflug aus den Lokomotiven mussten dabei die Dächer der Häuser entlang der Bahnstrecke mit Schieferbedachung versehen werden. Ab 1864 wurde im Dorf ein Nachtwächter angestellt, der den Besitz der Einwohner zu schützen hatte. Der Bahnhof Weißkirchen wurde 1867 eingeweiht. 1868 gründete sich die Freiwillige Feuerwehr Weißkirchen. In Teilen der Mühle richtete Anton Ressel 1871 eine Schafwollspinnerei ein. 1883 errichteten die Gebrüder Soyka eine große Papiermühle. Im Jahre 1894 wurde das neue Schulhaus eingeweiht. 1895 entstand die neue Straße nach Nieder Berzdorf und Ketten. Beim Julihochwasser von 1897 überflutete die Neiße 174 Häuser.
Im Jahre 1900 hatte Weißkirchen 1600 Einwohner. 1905 brannte das beliebte Ausflugsgasthaus an der Freudenhöhe ab. Der amtliche Name der Gemeinde wurde 1916 auf Weisskirchen an der Neisse /  Bílý Kostel nad Nisou erweitert. Am 25. Oktober 1926 wurde die neue Betonbrücke über die Neiße fertiggestellt. Im Parterre der Schule wurden 1927 eine tschechische Minderheitenschule und ein tschechischer Kindergarten eingerichtet. Im Jahre 1930 lebten in der Gemeinde 1652 Menschen.
Infolge des Münchner Abkommens wurde Weißkirchen an der Neiße 1938 dem Deutschen Reich zugeschlagen und gehörte bis 1945 zum Landkreis Reichenberg. 1939 lebten in dem Dorf 1522 Menschen. Im April 1941 wurde auf einem Gehöft ein Lager für 20 französische Kriegsgefangene eingerichtet, heute befindet sich darin der Gasthof „U Formánků“. Am Kalkberg stürzte im Oktober 1941 eine deutsche Junkers-Maschine mit siebenköpfiger Besatzung ab. In der Pfohlschen Fabrik entstand 1942 ein Lager für sowjetische Kriegsgefangene, die für Arbeiten an der Eisenbahnstrecke eingesetzt wurden. Die frühere Textilfabrik Jäger wurde im September 1944 zu einem Außenlager des KZ Groß Rosen umgewandelt, in das holländische und französische Jüdinnen aus dem KZ Auschwitz zur Zwangsarbeit in der Waffenfabrik Spreewerke im benachbarten Kratzau verlegt wurden. Nach Kriegsende erfolgte die Vertreibung der deutschen Bevölkerung. 1946 wurden die Gebeine von neun Jüdinnen und zwei sowjetischen Kriegsgefangenen, die in den Konzentrationslagern umgekommen waren, exhumiert. Die beiden Russen wurden feierlich auf dem Friedhof beigesetzt und ein Gedenkstein errichtet. Die sterblichen Reste der jüdischen Frauen wurden in ihre Heimatländer überführt. Die Wiederbesiedlung mit tschechischer Bevölkerung konnte den Einwohnerverlust nicht ausgleichen. Zahlreiche Gehöfte blieben herrenlos und verfielen. 1960 rückte ein Abrisskommando der tschechoslowakischen Armee nach Bílý Kostel nad Nisou ab und riss 60 bis 70 verfallene Anwesen nieder.
Nach dem Hochwasser von 1958, bei dem ein zehnjähriger Junge ertrank, erfolgte in den Jahren 1960 und 1961 eine Flussregulierung der Neiße.
Bis 1960 gehörte Bílý Kostel nad Nisou zum Okres Liberec-okolí und kam mit Beginn des Jahres 1961 zum Okres Liberec. Von 1980 bis 1990 war Bílý Kostel nach Chrastava eingemeindet. Im Jahre 1991 dienten von den 212 Häusern des Dorfes 190 dauerhaft zu Wohnzwecken. In ihnen lebten 742 Menschen.

## Gemeindegliederung
Die Gemeinde Bílý Kostel nad Nisou besteht aus den Ortsteilen Bílý Kostel nad Nisou (Weißkirchen an der Neiße), Panenská Hůrka (Frauenberg) und Pekařka (Bäckenhain). Zu Bílý Kostel nad Nisou gehört außerdem die Einschicht Na Rozkoši (Freudenhöh).
Das Gemeindegebiet gliedert sich in die Katastralbezirke Bílý Kostel nad Nisou und Panenská Hůrka.

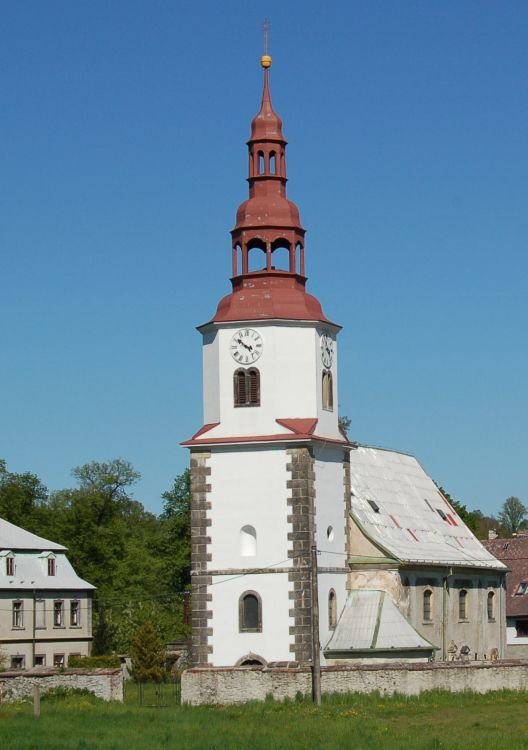
Kirche des hl. Nikolaus

## Sehenswürdigkeiten
- Ruine der Burg Roimund und Felsen Fellerkofel, südwestlich des Dorfes über der Freudenhöhe in den Wäldern des Jeschkengebirges
- Naturdenkmal Elefantensteine, südwestlich des Dorfes am Fuße der Vysoká im Lausitzer Gebirge
- Kirche des hl. Nikolaus, der im 17. Jahrhundert errichtete Bau wurde 1679 um dem Kirchturmanbau erweitert und erhielt 1732 seine heutige barocke Gestalt
- Minimuzeum máslování – Ausstellung historischer Exponate zur Butterherstellung und Milchverarbeitung
- Kapelle auf dem Friedhof
- Kapelle der hl. Dreifaltigkeit in Panenská Hůrka, geweiht 1911

## Söhne und Töchter
- Franz Sitte (1818–1879), österreichischer Architekt
- Erwin Pracht (1925–2004), deutscher Philosoph